# Opio multistriga
Opio multistriga är en insektsart som beskrevs av Walker 1858. Opio multistriga ingår i släktet Opio och familjen dvärgstritar. Inga underarter finns listade i Catalogue of Life.